# Mary Chapin Carpenter
Mary Chapin Carpenter (Princeton (New Jersey), 21 februari 1958) is een Amerikaans singer-songwriter en countryzangeres.

## Biografie

### Jeugd
Carpenter werd op 21 februari 1958 geboren in Princeton (New Jersey, Verenigde Staten) als dochter van Chapin Carpenter jr. (directeur van Life Magazine) en Mary Bowie Robertson (medewerkster op een privéschool). Carpenter bracht twee jaar van haar jeugd door in Japan en het gezin verhuisde in 1974 naar Washington D.C.. Carpenter volgde lager onderwijs aan de Princeton Day School, waarna ze in 1976, ter voorbereiding op de universiteit, naar de Taft School ging in Connecticut. Carpenter beschrijft haar jeugd als typisch voor iemand uit een voorstadje. Haar muzikale interesse werd beïnvloed door wat haar oudere zussen aan platen hadden liggen, onder andere The Mamas and the Papas, the Beatles, Judy Collins, en albums van Woody Guthrie die van haar moeder waren. Gedurende High School speelt Carpenter vaak piano en gitaar.

### Begin carrière
Ook al was Carpenter zeer geïnteresseerd in de muziek, ze had er nooit bij stil gestaan om ook op te treden. Tot haar vader, vlak nadat ze Taft had doorlopen, opperde dat er in de buurt een bar was met een open podium en dat dat misschien wel wat voor haar was.
In 1981 slaagde Carpenter aan de Brown-universiteit in de Amerikaanse beschaving. Musiceren was voor haar nog steeds een hobby en het optreden her en der zag zij als een tijdelijk iets tot ze een echte baan zou krijgen. Tijdens deze optredens, die meestal in bars plaatsvonden, ontwikkelde Carpenter een serieus drankprobleem. Omdat zij de optredens als deel van haar drankprobleem zag stopte Carpenter hiermee en ging solliciteren. Zodra ze echter aangenomen werd, raakte ze in paniek en besloot om toch weer terug te gaan naar de muziekbusiness om dingen te veranderen. Ze besloot om alleen nog maar eigen werk te gaan spelen, en geen covers meer te doen. Ook stopte ze met drinken. Na een paar jaar kreeg ze een manager en nam een demo op. Deze leidde vervolgens tot een contract bij Columbia Records.
In 1987 kwam Carpenters eerste album uit, getiteld Hometown Girl. Het album werd geproduceerd door John Jennings, met wie ze in Washington al had opgetreden, en was een mix van country en folk (countryfolk). Nummers van het album werden wel gedraaid op verscheidene radiostations, maar ze werd pas bekend bij een breder publiek toen Columbia haar ging promoten als countryartiest. TIME Magazine recensent Richard Corliss schreef over haar "She didn't go country, country went her". Carpenter had echter niets op met deze hokjesgeest en zag zichzelf liever als singer-songwiter.
In 1989 kwam haar tweede album uit, State of the Heart. Dit album leverde de toptienhits Never Had it So Good en Quittin' Time op.

### Doorbraak
Haar derde album, Shooting Straight in the Dark, kwam uit in 1990, en leverde Carpenter haar eerste Grammy Award op, voor de single Down at the Twist and Shout. Dit nummer werd een groot succes, evenals You Win Again, Going Out Tonight en Right Now. Dit maakte de weg vrij voor haar grote doorbraak met het album Come On Come On, dat in 1992 uitkwam. Dit album toonde een kleine verandering ten opzichte van Carpenters voorgaande werk. Het album bevatte nog wel folk-songs, maar Carpenter schoof met een aantal nummers ook op richting honky-tonk en country-rock. Het album werd zeer goed ontvangen door de critici en er werden uiteindelijk meer dan twee miljoen exemplaren van verkocht. Haar cover van Lucinda Williams' liedje Passionate Kisses leverde haar (en Williams) een Grammy Award op. Het succes van dit album zorgde ervoor dat Carpenter regelmatig in tv-shows, waaronder de Late Night Show van David Letterman and Austin City Limits, en op muzikale evenementen, zoals Telluride Bluegrass Festival in Telluride (Colorado), te gast was.
Carpenter had zich nu definitief gevestigd als zangeres en ook haar volgende album Stones in the Road (1994), wat weer terug richting de folk schoof, was een groot succes en verkocht binnen het half jaar meer dan één miljoen exemplaren. Zowel dit album als het eveneens succesvolle album A Place in the World, uit 1996, zouden Come On Come On echter niet kunnen evenaren.
Na een afwezigheid van vijf jaar kwam Carpenter in 2001 weer met een nieuw album Time*Sex*Love. de asterisken in de titel verbergen een deel ervan. De volledige naam van het album luidt: Time Is the Great Gift; Sex Is the Great Equalizer; Love Is the Great Mystery. Dit album week qua repertoire af van haar voorgaande albums en was qua stijl niet in één hoek te plaatsen. De nummers op dit album zijn wat diepzinniger dan in haar voorgaande werken. Simple Life, Maybe the World", The Long Way Home en Late for Your Life gaan op verschillende manieren over de onzekerheid in het leven rond je veertigste bijvoorbeeld. Het album zelf kwam op nummer 4 terecht van de Top Internet Albums, nummer 6 van Top Country Albums en op nummer 52 van The Billboard 200. De single Simple Life noteerde de 53ste positie in de Hot Country Singles & Tracks
In 2004 kwam Carpenters album Between Here and Gone uit. In 2007, na haar overstap van Columbia Records naar Zoë Records, kwam haar meest recente album uit, getiteld The Calling. Van dit album werden er in Amerika binnen drie maanden meer dan 100.000 exemplaren verkocht.

### Privé
Carpenter heeft verschillende relaties gehad, waaronder met John Jennings. In 2002 trouwde ze met aannemer Tim Smith. Samen wonen ze in Charlottesville (Virginia) op een boerderij die ze Elysium genoemd hebben.
Carpenter heeft zich ook altijd ingezet voor goede doelen zoals CARE en Habitat for Humanity, en heeft concerten gehouden om geld in te zamelen voor onder andere het verwijderen van landmijnen.

## Discografie

### Albums
| Album met eventuele hitnotering(en) in de Nederlandse Album Top 100 | Datum van verschijnen | Datum van binnenkomst | Hoogste positie | Aantal weken | Opmerkingen   |
| ------------------------------------------------------------------- | --------------------- | --------------------- | --------------- | ------------ | ------------- |
| Hometown Girls                                                      | 1987                  | -                     |                 |              |               |
| State of the Heart                                                  | 1989                  | -                     |                 |              |               |
| Shooting Straight in the Dark                                       | 1990                  | -                     |                 |              |               |
| Come On Come On                                                     | 1992                  | -                     |                 |              |               |
| Stones in the Road                                                  | 1994                  | -                     |                 |              |               |
| A Place in the World                                                | 1996                  | -                     |                 |              |               |
| Party Doll and Other Favorites                                      | 1999                  | -                     |                 |              | Verzamelalbum |
| Shooting Straight in the Dark/Come On Come On                       | 2000                  | -                     |                 |              | Verzamelalbum |
| Time*Sex*Love                                                       | 2001                  | -                     |                 |              |               |
| The Essential Mary Chapin Carpenter                                 | 2003                  | -                     |                 |              | Verzamelalbum |
| Between Here and Gone                                               | 2004                  | -                     |                 |              |               |
| The Calling                                                         | 2007                  | -                     |                 |              |               |
| The Age Of Miracles                                                 | 2010                  | -                     |                 |              |               |

### Singles
| Single met eventuele hitnotering(en) in de Nederlandse Top 40 | Datum van verschijnen | Datum van binnenkomst | Hoogste positie | Aantal weken | Opmerkingen |
| ------------------------------------------------------------- | --------------------- | --------------------- | --------------- | ------------ | ----------- |
| How Do                                                        | 1989                  | -                     |                 |              |             |
| Never Had It So Good                                          | 1989                  | -                     |                 |              |             |
| Quittin' Time                                                 | 1989                  | -                     |                 |              |             |
| Something of a Dreamer                                        | 1990                  | -                     |                 |              |             |
| You Win Again                                                 | 1990                  | -                     |                 |              |             |
| Down at the Twist and Shout                                   | 1991                  | -                     |                 |              |             |
| Going Out Tonight                                             | 1991                  | -                     |                 |              |             |
| Right Now                                                     | 1991                  | -                     |                 |              |             |
| I Feel Lucky                                                  | 1992                  | -                     |                 |              |             |
| Not Too Much to Ask                                           | 1992                  | -                     |                 |              |             |
| Passionate Kisses                                             | 1992                  | -                     |                 |              |             |
| He Thinks He'll Keep Her                                      | 1993                  | -                     |                 |              |             |
| Passionate Kisses                                             | 1993                  | -                     |                 |              |             |
| The Bug                                                       | 1993                  | -                     |                 |              |             |
| The Hard Way                                                  | 1993                  | -                     |                 |              |             |
| I Take My Chances                                             | 1994                  | -                     |                 |              |             |
| Shut up and Kiss Me                                           | 1994                  | -                     |                 |              |             |
| Tender When I Want to Be                                      | 1994                  | -                     |                 |              |             |
| House of Cards                                                | 1995                  | -                     |                 |              |             |
| Why Walk When You Can Fly                                     | 1995                  | -                     |                 |              |             |
| Let Me into Your Heart                                        | 1996                  | -                     |                 |              |             |
| I Want to Be Your Girlfriend                                  | 1997                  | -                     |                 |              |             |
| Keeping the Faith                                             | 1997                  | -                     |                 |              |             |
| Simple Life                                                   | 2001                  | -                     |                 |              |             |

- Bibsys: 11022902
- Biblioteca Nacional de España: XX1575688
- Bibliothèque nationale de France: cb13971397v (data)
- Gemeinsame Normdatei: 134811313
- International Standard Name Identifier: 0000 0000 7364 3120
- Library of Congress Control Number: n91111190
- MusicBrainz: ba1bf556-2af2-4772-835f-ed2e15070758
- Nationale Bibliotheek van Tsjechië: mzk2014809767
- Nationale bibliotheek van Australië: 49782232
- Nationale Bibliotheek van Israël: 987007418195205171
- Nederlandse Thesaurus van Auteursnamen: 096532815
- Réseau des bibliothèques de Suisse occidentale: 02-A005641359
- Virtual International Authority File: 14965843
- WorldCat: E39PBJtmqRTfXbhDr3vrgd9kXd